# أسطورة الارض المسطحة

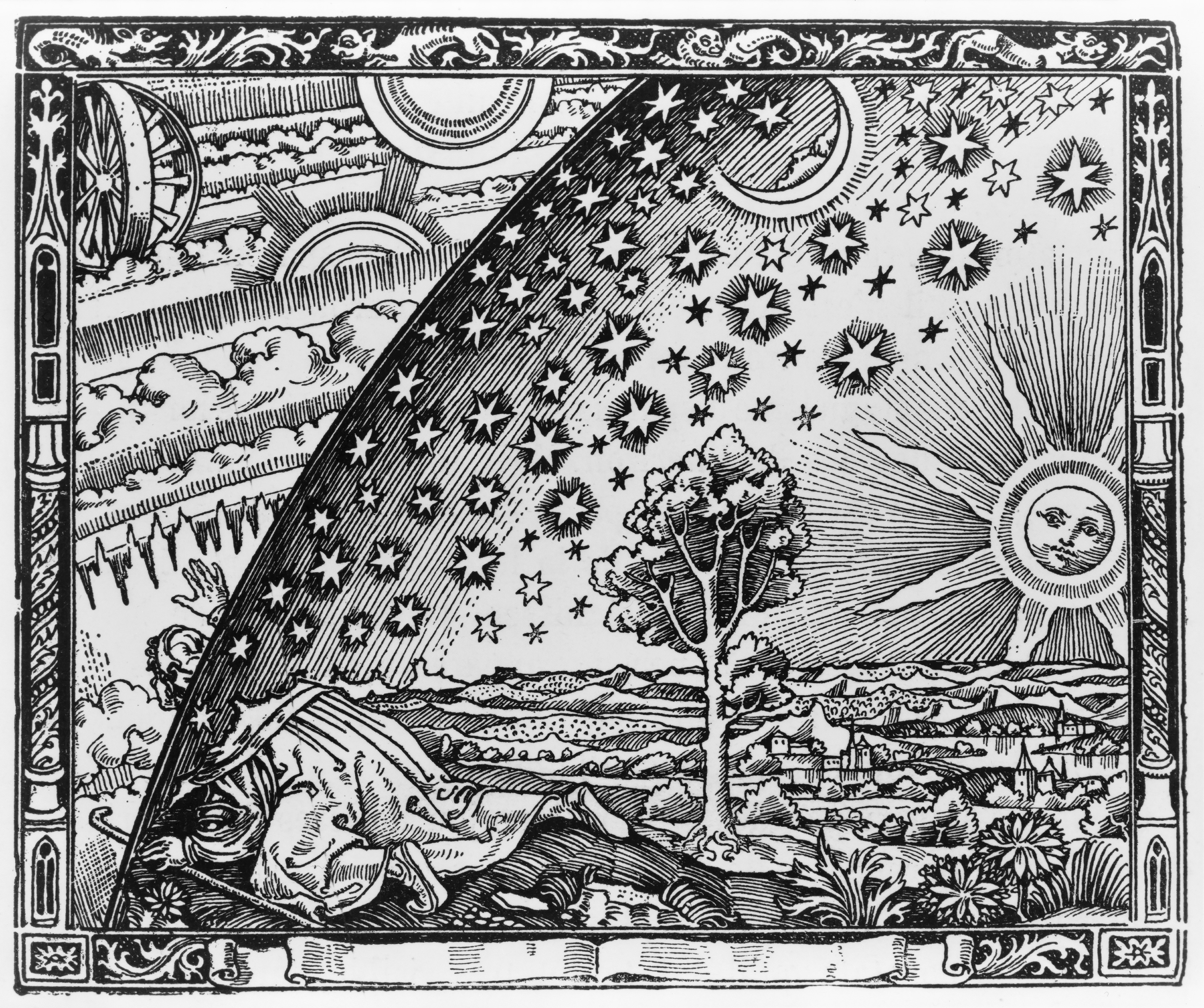
نقش الفلاماريون ل"سطحية الأرض"

تعتبر أسطورة الأرض المسطحة مفهومًا تاريخيًا خاطئًا حديثًا مفاده أن العلماء الأوروبيين والمتعلمين خلال العصور الوسطى اعتقدوا أن الأرض مسطحة وليست كروية.
يأتي أقرب توثيق واضح لفكرة الأرض الكروية من الإغريق القدماء (القرن الخامس قبل الميلاد) حيث كان هذا الاعتقاد منتشرًا في العالم اليوناني عندما قام إراتوستينس بحساب محيط الأرض سنة (240 قبل الميلاد)، انتشرت هذه المعلومة مع التأثير اليوناني لدرجة أنه خلال أوائل العصور الوسطى (600-1000 م)، اعتقد معظم علماء أوروبا والشرق الأوسط كروية الأرض. كان الاعتقاد بالأرض المسطحة بين الأوروبيين المتعلمين غير موجود تقريبًا منذ أواخر العصور الوسطى فصاعدًا على الرغم من ظهور صور خيالية في الفن، مثل اللوحات الخارجية للرسومات الثلاثية الشهيرة التابعة لهيرونيموس حديقة المباهج الأرضية والتي تظهر فيها الأرض على شكل قرص تطفو داخل كرة شفافة. وفقًا لستيفن جاي غولد، لم تكن هناك فترة اعتقد فيها العلماء أن الأرض مسطحة، بغض النظر عن الكيفية التي تصور بها عامة الناس كوكبنا في ذلك الوقت والآن، لم تتلاشى المعرفة اليونانية عن الكرة الأرضية ولم يتلاشى جميع علماء العصور الوسطى الرئيسيين التي قبلت استدارة الأرض باعتبارها حقيقة ثابتة في علم الكونيات.
يشير مؤرخوا العلوم ديفيد ليندبرغ ورونالد نمبرز إلى أنه نادرًا ما كان هناك عالم مسيحي من العصور الوسطى لم يعترف بكروية الأرض، بل ويعرف تقريبيًا أن لها محيط. يقول المؤرخ جيفري بورتون راسيل أن «الاعتقاد الخاطئ بأن الأرض مسطحة ازدهر أكثر بين عامي 1870 و 1920، وكان له علاقة بالإعداد الأيديولوجي الذي خلقته الصراعات حول التطور البيولوجي.»
يقول راسل «مع استثناءات قليلة غير عادية، لم يعتقد أي شخص متعلم في تاريخ الحضارة الغربية منذ القرن الثالث قبل الميلاد فصاعدًا أن الأرض كانت مسطحة» وينسب تعميم أسطورة الأرض المسطحة إلى التواريخ بواسطة جون ويليام دريبر وأندرو ديكسون وايت وواشنطن إيرفينج.

## التاريخ
في (ابتكار الأرض المسطحة، كولومبوس والمؤرخون الحديثون): يصف جيفري راسل نظرية الأرض المسطحة بأنها حكاية تستخدم لطعن حضارة ما قبل الحداثة وخلق الخلق.

كتب جيمس هانام أيضًا:
يبدو أن الأسطورة القائلة بأن الناس في العصور الوسطى اعتقدوا أن الأرض مسطحة تعود إلى القرن السابع عشر كجزء من حملة البروتستانت ضد التعاليم الكاثوليكية، لكنها اكتسبت رواجًا في القرن التاسع عشر بفضل التواريخ غير الدقيقة مثل تاريخ الصراع بين الدين والعلم " لجون ويليام دريبر (1874) و " أندرو ديكسون وايت " تاريخ حرب العلوم مع اللاهوت في العالم المسيحي (1896)، إذ دافع الملحدون واللاإداريون عن أطروحة الصراع لأغراضهم الخاصة، لكن الأبحاث التاريخية أظهرت تدريجيًا أن" درابر ووايت " قد رَعيا خيالًا أكثر من كونه حقيقة في جهودهما لإثبات أن العلم والدين محاصران في صراع أبدي.

### أوائل العصر الحديث
يقول الكاتب المسرحي الفرنسي سيرانو دي برجراك في الفصل الخامس من كتابه "التاريخ الكوميدي لدول وإمبراطوريات القمر" (نُشر بعد عامين في عام 1657) يقتبس القديس أوغسطينوس قوله "إن الأرض في عصره كانت مسطحة مثل غطاء الموقد وأنه يطفو على الماء مثل نصف برتقالة مقطعة. كتب روبرت بيرتون في كتابه تشريح الملنخوليا

 لذلك تم استدعاء فيرجيل، أسقف سالزبورغ في وقت ما قبل أسقف مينتز، لأنه كان مؤمنًا بنقيض ما يظنون (شككوا في ما إذا كان المسيح قد مات من أجلهم) وبهذه الطريقة أصبح مقرهُ الجحيم، أو حتى تعاقد عليه بحيث أن لا تكون له أي فرصة بالجنة، ويتعارض مع رأي" أوستن أوغسطين " و " باسيل لاكتانتيوس " التي حملت الأرض على شكل طبقٍ ضخم ولكن ليس ككرة، وهكذا، هناك دليل على أن الاتهامات بالأرض المسطحة رغم أنها غريبة إلى حد ما.
أنهى بيرتون استطراؤه باقتباس شرعي من القديس أوغسطينوس: " الشك في الأشياء المخفية أفضل من المجادلة في عدم اليقين، حيث يوجد حضن إبراهيم، ونار الجحيم، لتشويه سمعة السلطات المعارضة قبل عدة قرون من القرن التاسع عشر. تمت الإشارة لهذا الموضوع مرةً أخرى في الأدب في كوميديا لودفيغ هولبرج إيراسموس مونتانوس (عام 1723). واجهت كوميديا إيراسموس مونتانوس معارضة كبيرة عندما ادعت أن الأرض كروية، لأن جميع الفلاحين يعتقدون أنها مسطحة، لم يسمح له بالزواج من خطيبته حتى صرخ "الأرض مسطحة مثل فطيرة". في كتاب توماس جفرسون ملاحظات حول ولاية فرجينيا (1784)، الذي تم تأطيره كإجابات على سلسلة من الأسئلة أو (الاستفسارات) إذ يستخدم جيفرسون "الاستعلام" المتعلق بالدين لمهاجمة فكرة الأديان الرسمية التي ترعاها الدولة، حيث يروي جيفرسون في الفصل سلسلة من المعتقدات الرسمية الخاطئة عن الطبيعة التي فرضتها السلطة على الناس، إحدى هذه الأحداث هي حلقة صراعات غاليليو مع السلطة والتي وضعها جيفرسون بشكل خاطئ من حيث شكل الكرة الأرضية:
(الحكومة كقوانين الفيزياء معصومة من الخطأ) فقد أُرسل جاليليو إلى محاكم التفتيش لكي يؤكد أن الارض كروية بعدما أعلنت الحكومة أنها مسطحة مثل الطبق الضخم، واضطر غاليليو إلى نبذ خطئه لكن هذا الخطأ ساد طويلاً ووأصبحت الأرض كرة أرضية أعلن ديكارت أنها تدور حول محورها بواسطة دوامة.

### القرن التاسع عشر
كان القرن التاسع عشر فترةٌ تَصور فيها العداء قويًا بين الدين والعلم بشكل خاص. ساهمت الخلافات التي أحاطت بالثورة (الداروينية) في ولادة أطروحة الصراع. كانت وجهة نظر التاريخ أن أي تفاعلٍ بين الدين والعلم سيؤدي حتمًا تقريبًا إلى عداء مفتوح حيث يأخذ الدين عادة دور المعتدي ضد الجديد (الأفكار العلمية).

#### سيرة إرفينغ الذاتية لكولومبوس
في عام 1828، نُشرت سيرة واشنطن إيرفينغ ذات الطابع الرومانسي التي تضمنت تاريخ حياة ورحلات كريستوفر كولومبوس الذي اعتبرها الكثيرون عملًا علميًا، وفي الكتاب الثاني، الفصل الرابع من هذه السيرة الذاتية، قدم إيرفينغ سردًا خياليًا إلى حد كبير لاجتماعات اللجنة التي أنشأها الملوك الأسبان لفحص مقترحات كولومبوس، كانت إحدى زخارفه الخيالية حكاية غير مرجحة إلى حد كبير وهي (أن الأعضاء الأكثر جهلة وتعصباً في اللجنة قد أثاروا اعتراضات كتابية على تأكيدات كولومبوس بأن الأرض كروية).
لم تكن المشكلة في تسعينيات القرن التاسع عشر هي شكل الأرض، ولكن حجمها، وموقع الساحل الشرقي لآسيا، كما يشير إيرفينغ في الواقع إلى التقديرات التاريخية من بطليموس فصاعدًا اذ وضعت ساحل آسيا على بعد 180 درجة شرق جزر الكناري. تبنى كولومبوس مسافة 225 درجة في وقت سابق (ورفضها) وأضاف 28 درجة (بناءً على رحلات ماركو بولو)، ثم وضع اليابان 30 درجة أخرى شرقًا، بدءًا من كيب سانت فنسنت في البرتغال جعل كولومبوس منطقة أوراسيا تمتد 283 درجة إلى الشرق، تاركًا المحيط الأطلسي بعرض 77 درجة فقط. نظرًا لأنه خطط للمغادرة من جزر الكناري (9 درجات غربًا)، فإن رحلته إلى اليابان يجب أن تغطي 68 درجة فقط من خط الطول.
افترض كولومبوس خطأً أن الميل المشار إليه في التقدير العربي البالغ 56 ميلًا لحجم درجة ما هو نفس الميل الإيطالي الأقصر كثيرًا والذي يبلغ 1480 مترًا.لذلك كان تقديره لحجم درجة الأرض ومحيطها حوالي 25٪ صغيرًا جدًا. كان التأثير المشترك لهذه الأخطاء هو أن كولومبوس قدّر المسافة إلى اليابان بحوالي 5000 كيلومتر فقط (أو فقط إلى الحافة الشرقية من البحر الكاريبي) بينما الرقم الحقيقي هو حوالي 20 ألف كيلومتر. ربما لم يعرف العلماء الأسبان المسافة الدقيقة للساحل الشرقي لآسيا، لكنهم اعتقدوا أنها كانت أبعد بكثير من إسقاط كولومبوس. وكان هذا أساس النقد في إسبانيا والبرتغال، سواء أكان أكاديميين أم بين البحارة، للرحلة المقترحة.
لم تكن النقطة المتنازع عليها هي شكل الأرض، ولا الفكرة القائلة بأن الذهاب غربًا سيؤدي في النهاية إلى اليابان والصين، ولكن قدرة السفن الأوروبية على الإبحار بعيدًا عبر البحار المفتوحة. السفن الصغيرة في ذلك اليوم (كانت سفن كولومبوس الثلاث يتراوح طولها بين 20.5 و 23.5 مترًا - أو 67 إلى 77 قدمًا - وتحمل حوالي 90 رجلاً) لم تتمكن ببساطة من حمل ما يكفي من الطعام والماء للوصول إلى اليابان. بالكاد وصلت السفن إلى جزر شرق الكاريبي. كان الطاقم متمردًا بالفعل، ليس بسبب الخوف من «الإبحار من الحافة»، ولكن بسبب نفاد الطعام والماء مع عدم وجود فرصة لأي إمدادات جديدة على مسافة الإبحار. كانوا على حافة المجاعة ولكن ما أنقذ كولومبوس هو الوجود المجهول للأمريكتين بالضبط في النقطة التي اعتقد أنه سيصل فيها إلى اليابان. سمحت له قدرته على إعادة الإمداد بالطعام والماء من جزر الكاريبي بالعودة بأمان إلى أوروبا. وإلا لكان طاقمه قد مات وتعثرت السفن.

#### الدفاع عن العلم
في عام 1834، بعد سنوات قليلة من نشر كتاب إيرفينغ، أساء «جان أنطوان ليترون»، الأكاديمي الفرنسي ذو الأفكار القوية المناهضة للدين إلى آباء الكنيسة وخلفائهم في العصور الوسطى على أنهم يؤمنون بالأرض المسطحة في كتابه حول الأفكار الكونية لآباء الكنيسة. ثم في عام 1837، قام فيلسوف العلوم الإنجليزي«ويليام ويويل»، في كتابه تاريخ العلوم الاستقرائية، بتحديد اكتانتيوس مؤلف (المؤسسة الالهية) سنة 310، و «كوزماس انديكوبلوستيس»، مؤلف كتاب الطوبوغرافيا المسيحية (حوالي 548) كدليل على اعتقاد من العصور الوسطى في الأرض المسطحة. سخر كوبرنيكوس من لاكتانتيوس قبل ذلك بكثير في كتابه (على الثورات) عام 1543 كشخص «يتحدث بطفولية عن شكل الأرض، عندما يسخر من أولئك الذين أعلنوا أن الأرض لها شكل الكرة الأرضية».
سرعان ما تبع مؤرخون آخرون مثل «يويل» على الرغم من أنهم تمكنوا من تحديد بعض الأمثلة الأخرى، فقد كتب الكيميائي الأمريكي جون ويليام دريبر (تاريخ الصراع بين الدين والعلم (1874)) مستخدمًا الادعاء بأن آباء الكنيسة الأوائل اعتقدوا أن الأرض مسطحة كدليل على عداء الكنيسة لتقدم العلم. كرر «أندرو ديكسون وايت» قصة الاعتقاد الديني الواسع الانتشار في الأرض المسطحة في كتابه 1876 حرب العلم ثم تناولها بعد عشرين عامًا في مجلدين بعنوان (تاريخ حرب العلوم مع اللاهوت في العالم المسيحي)، والذي بالغ في عدد وأهمية مؤيدي الأرض المسطحة في العصور الوسطى لدعم نموذج وايت للحرب بين اللاهوت العقائدي والتقدم العلمي. نظرًا لأن استعارة دريبر ووايت للحرب المستمرة بين التقدم العلمي لعصر التنوير والظلامية الدينية في «العصور المظلمة» أصبحت مقبولة على نطاق واسع، فقد نشرت فكرة الإيمان في العصور الوسطى بالأرض المسطحة.
نُشر النقش على نطاق واسع لرجل يدق رأسه في الغلاف الجوي المحيط بالأرض لمشاهدة الإمبيرين، المُنفذ بأسلوب القرن السادس عشر، في كتاب كاميل فلاماريون الأرصاد الجوية الشعبية. (باريس، 1888) يوضح النقش التصريح الوارد في النص بأن أحد المبشرين في العصور الوسطى ادعى أنه «وصل إلى الأفق حيث تلتقي الأرض والسماء». اشتمل النقش في شكله الأصلي على إطار زخرفي وُضع في القرن التاسع عشر في المنشورات اللاحقة، التي ادعى بعضها أن النقش يعود إلى القرن السادس عشر.

### القرن العشرين وما بعده
منذ أوائل القرن العشرين، وثَّقت عدد من الكتب والمقالات خطأ الأرض المسطحة كواحد من عدد من المفاهيم الخاطئة المنتشرة في وجهات النظر الشعبية للعصور الوسطى. يكرس كل من كتاب (إي إم دبليو تيليارد الصورة العالمية الإليزابيثية) و (كتاب سي إس لويس الصورة المهملة) لمسح واسع لكيفية النظر إلى الكون في عصر النهضة والعصور الوسطى، وكلاهما يناقش باستفاضة كيف عرفت الطبقات المتعلمة أن العالم كان دائريًا. يلفت لويس الانتباه إلى حقيقة أنه في الكوميديا الإلهية، لدانتي، حول رحلة ملحمية عبر الجحيم والتطهير والسماء، فإن الأرض كروية مع وجود الجاذبية باتجاه مركز الأرض. عندما يتجمد الشيطان في كتلة من الجليد في مركز الأرض، يتسلق دانتي وفيرجيل أسفل جذع الشيطان ولكن من وسط الشيطان إلى قدميه، حيث يكون خصره في مركز الأرض
دحض جيفري بيرتون راسيل انتشار الإيمان بالأرض المسطحة في دراسةٍ وفي ورقتين صرحت«لويز بيشوب» أن كل مفكر وكاتب في فترة القرون الوسطى البالغة 1000 عام أكدوا الشكل الكروي للأرض.

على الرغم من دحض هذا المفهوم الخاطئ في الدراسات التاريخية منذ عام 1920 على الأقل، إلا أنه استمر في الثقافة الشعبية وفي بعض الكتب المدرسية حتى القرن الحادي والعشرين. يحتوي الكتاب المدرسي الأمريكي الذي نشرته إيما ميلر بولينيوس عام 1919 على هذه المقدمة للقراءة المقترحة ليوم كولومبوس (12 أكتوبر):
عندما عاش كولومبوس، اعتقد الناس أن الأرض كانت مسطحة، كانوا يعتقدون أن المحيط الأطلسي مليء بالوحوش الكبيرة بما يكفي لتلتهم سفنهم، والشلالات المخيفة التي ستغرق سفنهم الضعيفة فوقها في الدمار. كان على كولومبوس محاربة هذه المعتقدات الحمقاء من أجل جعل الرجال يبحرون معه كان مؤمنًا بأن الأرض كانت كروية. 
ذكرت الطبعات السابقة من المسابقة الأمريكية لتوماس بيلي أن «البحارة الخرافيين (من طاقم كولومبوس) قد نما تمردهم بشكل متزايد لأنهم كانوا يخشون الإبحار فوق حافة العالم».
أظهر مسح أجري عام 2009 للكتب المدرسية من النمسا وألمانيا أن أسطورة الأرض المسطحة أصبحت مهيمنة في النصف الثاني من القرن العشرين واستمرت في معظم الكتب المدرسية التاريخية للمدارس الألمانية والنمساوية.
في عام 1983، نشر دانيال بورستين مسحًا تاريخيًا (المكتشفون)، والذي قدم نقش (فلاماريون)على غلافه وأعلن أنه «من 300 إلى 1300 بعد الميلاد على الأقل، الإيمان والعقيدة المسيحية قمعت الصورة المفيدة للعالم، لذلك رسمه الجغرافيون القدماء بدقة». كرس بورستين فصلًا عن الأرض المسطحة، حيث صور كوسماس إنديكوبليوتس على أنه مؤسس الجغرافيا المسيحية. غالبًا ما يُفترض بشكل غير صحيح أن نموذج الأرض المسطحة هو عقيدة الكنيسة من قبل أولئك الذين يرغبون في تصوير الكنيسة الكاثوليكية على أنها معادية للتقدم أو معادية للتحقيق العلمي . تكررت هذه الرواية حتى في الأوساط الأكاديمية، كما هو الحال في أبريل 2016، عندما صرح أستاذ علم اللاهوت في كلية بوسطن وكاهنها السابق توماس غروم خطأً أن «الكنيسة الكاثوليكية لم تقل أبدًا أن الأرض كروية، لكنها توقفت عن القول إنها مسطحة».
تحتوي الأغنية الشعبية عام 1937 (هم جميعاً ضحكوا) على المقطع المزدوج «ضحكوا جميعا على كريستوفر كولومبوس / عندما قال أن العالم كان دائريا» في رسوم كاريكاتورية «وارنر بروس ميري ميلوديز هير وي جو» (1951) كريستوفر كولومبوس وفرديناند الشجار الكاثوليكي حول شكل الأرض؛ يقول الملك أن الأرض مسطحة في فيلم الرسوم المتحركة «السيف العجيب» الذي أخرجه والت ديزني عام 1963، يشرح الساحر مرلين (الذي سافر إلى المستقبل) للملك آرثر أن «الرجل سيكتشف في القرون القادمة» أن الأرض مستديرة وتدور.

## السيرة التاريخية لأسطورة الأرض المسطحة

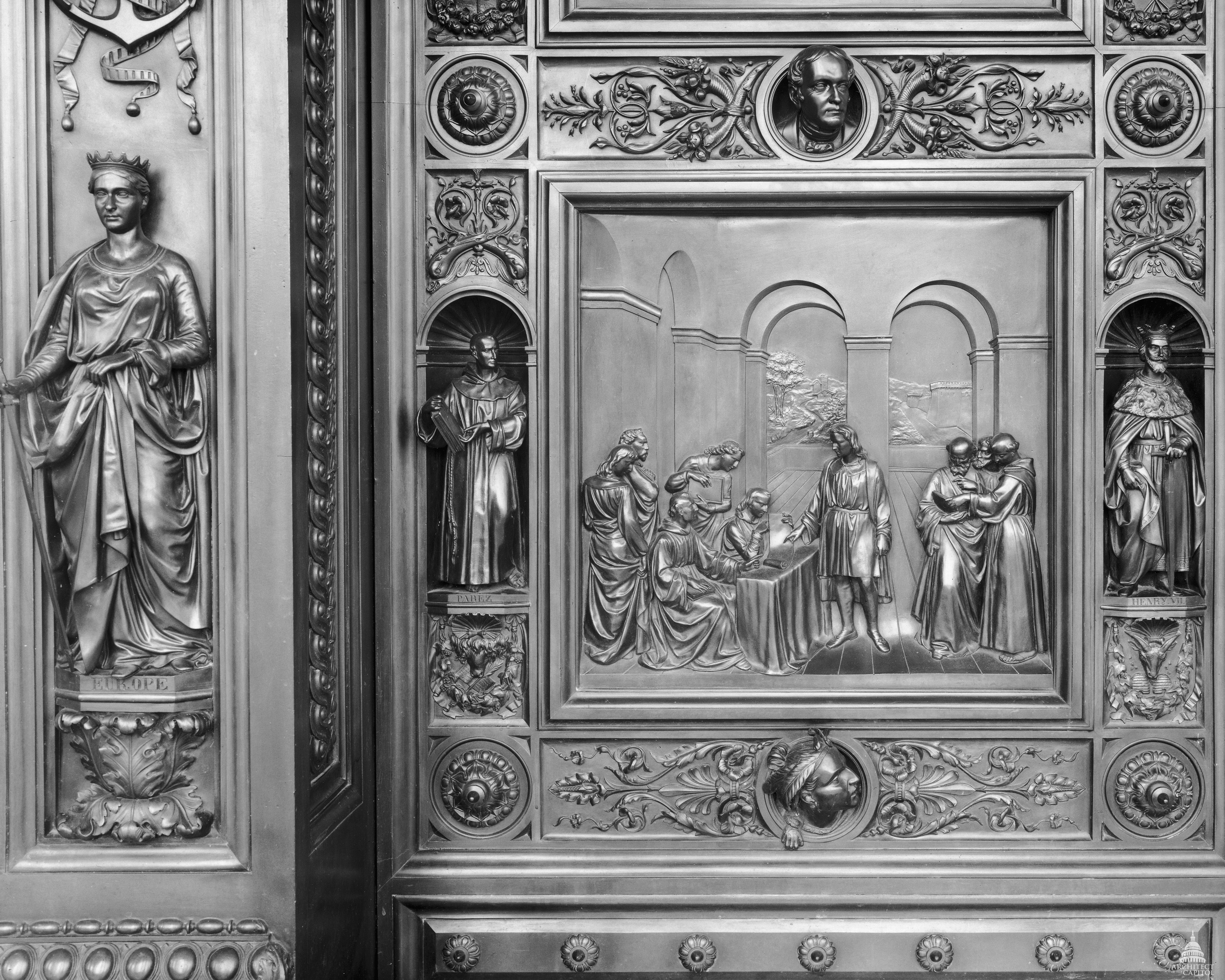
باب كولومبوس (1871) في مبنى الكابيتول يصور المجلس في شلمنقة.

حدد الكتاب التاريخيون عددًا من الظروف التاريخية التي ساهمت في أصل أسطورة الأرض المسطحة وقبولها على نطاق واسع . قام المؤرخ الأمريكي جيفري بورتون راسيل بتتبع أصول القرن التاسع عشر لما أسماه بالخطأ المسطح لمجموعة من العلماء الفرنسيين المناهضين للإكليروس، ولا سيما أنطوان جان ليترون، وبشكل غير مباشر لمعلميه جان باتيست غيل وإدمي مينتيل. وصف مينتيل العصور الوسطى بأنها اثني عشر قرنًا جاهلاً من «الليل العميق»، وهو موضوع تجسده أسطورة الأرض المسطحة في كتاب ليترون «حول الآراء الكونية لآباء الكنيسة».
يقدم مؤرخ العلوم إدوارد غرانت قضية مفادها أن أسطورة الأرض المسطحة تطورت في سياق هجوم أكثر عمومية على العصور الوسطى وعلى الفكر المدرسي، والذي يمكن إرجاعه إلى فرانشيسكو بتراركا في القرن الرابع عشر. يرى غرانت «واحدة من أكثر الهجمات تطرفاً ضد العصور الوسطى» في كتاب درابر «تاريخ التطور الفكري لأوروبا»، والذي ظهر قبل عقد من تقديم درابر أسطورة الأرض المسطحة في كتابه «تاريخ الصراع بين الدين والعلم».
كانت دوافع أندرو ديكسون وايت أكثر تعقيدًا. وبصفته أول رئيس لجامعة كورنيل، فقد دعا إلى تأسيسها دون أي روابط دينية بل أن تكون «ملجأً للعلم». بالإضافة إلى ذلك، كان مدافعًا قويًا عن الداروينية، ورأى أن الشخصيات الدينية هي المعارضون الرئيسيون للتطور الدارويني، وسعى إلى إعادة هذا الصراع بين اللاهوت والعلم عبر العصر المسيحي بأكمله. ولكن كما أشار بعض المؤرخين، فإن صراع القرن التاسع عشر حول الداروينية قد تضمن الخلافات حول السلطة النسبية للعلماء المحترفين ورجال الدين في مجالات العلوم والتعليم. أوضح وايت هذا القلق في مقدمة كتابه «تاريخ حرب العلم واللاهوت في العالم المسيحي»، حيث أوضح عدم وجود تعليم متقدم في العديد من الكليات والجامعات الأمريكية من خلال «طابعها الطائفي».
اتخذت أسطورة الأرض المسطحة، مثل الأساطير الأخرى شكلاً فنيًا في العديد من الأعمال الفنية التي عرضت كولومبوس وهو يدافع عن كروية الأرض أمام مجلس شلمنقة. صور الفنانون الأمريكيون كولومبوس قويًا يتحدى «الأحكام المسبقة، والجهل المختلط وسعة الاطلاع، والتعصب الأعمى» لرجال الكنيسة. يرى أبرامز أن هذه الصورة لبطل رومانسي، ورجل أعمال عملي، ورجل أعمال يانكي صُنعت لجذب الأمريكيين في القرن التاسع عشر.
يقترح راسل أن خطأ الأرض المسطحة كان قادرًا على السيطرة بعمق على الخيال الحديث بسبب التحيز والحاضر . ويذكر على وجه التحديد «التحيز البروتستانتي ضد العصور الوسطى لكونها كاثوليكية التحيز العقلاني ضد المسيحية اليهودية ككل»، و «افتراض تفوق آراء» لدينا «على آراء الثقافات القديمة».